# Lijndenia gardneri
Lijndenia gardneri är en tvåhjärtbladig växtart som först beskrevs av George Henry Kendrick Thwaites, och fick sitt nu gällande namn av Kåre Bremer. Lijndenia gardneri ingår i släktet Lijndenia och familjen Melastomataceae. IUCN kategoriserar arten globalt som akut hotad. Inga underarter finns listade i Catalogue of Life.